# Albert Codina
Pour les articles homonymes, voir Codina.
Albert Codina, né le 9 juillet 1967 à Sabadell, est un joueur professionnel de squash représentant l'Espagne. Il est champion d'Espagne à cinq reprises entre 1989 et 1999.

## Biographie
Il commence le squash par hasard, devant jouer au tennis mais les courts étaient gelés. Il obtient rapidement des succès comme le championnat d'Espagne des moins de 19 ans et le championnat de Catalogne. A 39 ans, il est encore en finale des championnats d'Espagne face à Borja Golán. Il est désormais directeur d'un club de sport.

## Palmarès

### Titres
- Championnats d'Espagne : 5 titres (1989, 1995, 1996, 1998, 1999)